# Othello (1969)
Othello ist eine Studioaufzeichnung der DEFA, im Auftrag des Deutschen Fernsehfunks, von Walter Felsensteins Inszenierung der gleichnamigen Oper in vier Akten von Giuseppe Verdi, an der Komischen Oper Berlin.

## Handlung
Da es sich hierbei um die Bühneninszenierung handelt, siehe: Othello

## Produktion
Die Aufzeichnung der Oper erfolgte als Farbfilm in den DEFA-Studios für Spielfilme in Potsdam-Babelsberg. Die Handlung basiert auf der Textfassung von Arrigo Boito nach dem gleichnamigen Bühnenstück von William Shakespeare in der deutschen Übersetzung von Walter Felsenstein. Die Erstsendung im Fernsehen erfolgte am 24. Dezember 1969 im II. Programm des DFF.
Das Orchester der Komischen Oper Berlins stand unter der Leitung von Kurt Masur. Die Einstudierung der Chorsolisten übernahm Dieter Hänsel. Das Bühnenbild schuf Alfred Tolle und die Kostüme entwarf Helga Scherff. Das Szenenbild und die Kostüme entstanden in Anlehnung an die Bühnenausstattung von Rudolf Heinrich.
Der Film ist als DVD erhältlich.

## Kritik
Hans Konrad äußerte sich in der Tageszeitung Neues Deutschland so: „Dieser Fernsehfarbfilm war als Dokumentation einer Bühneninszenierung gedacht. Er ist mehr geworden als die Archivierung einer berühmt gewordenen Aufführung. Durch den konsequenten musikalischen Einsatz der filmischen Mittel hinsichtlich der Verdeutlichung und Präzisierung der inneren Entwicklung der Handlung wurde er zur Dokumentation einer Felsensteinschen Regiekonzeption und damit zu einem ‚Musikfilm‘ im Sinne des Musiktheaters.“ Mimosa Künzel schrieb in der Neuen Zeit: „Als Farbproduktion erlebten wir Walter Felsensteins spezielle Fernseh-Bearbeitung von Verdis ‚Othello‘, in der bereits international berühmten Inszenierung mit dem Ensemble der Komischen Oper Berlin: bildlich ausgefeilt bis ins Detail, von faszinierender musikalischer Brillanz. Diese Aufführung, die in engem Arbeitskontakt mit dem erfahrenen Fernseh-Musik-Regisseur Georg Mielke entstand, setzt Maßstäbe für künftige spezielle Bildschirm – Opern – Fassungen.“ Das Lexikon des internationalen Films schrieb, dass es sich hier um ein Dokument der herausragenden Regiekunst Walter Felsensteins handelt, der sowohl intime Szenen als auch Massenszenen souverän zu inszenieren und filmisch umzusetzen verstand.